# ニスカ
ニスカ株式会社は、かつて存在した、複写機およびカメラ関連製品の開発、製造、販売を行うキヤノングループの企業。山梨県南巨摩郡富士川町に本社を置いていた。
2017年7月1日付でキヤノンファインテックに吸収合併され、同時にキヤノンファインテックニスカに社名変更した。現在は同社の増穂事業所となっている。

## 沿革
- 1960年 - 日本光電工業により、日本精密工業株式会社設立。
- 1961年 - 三協精機製作所（現在のニデックインスツルメンツ）と資本提携。
- 1978年 - 甲府市に本社移転。
- 1990年 - 現社名に変更。現在地に本社移転。
- 1990年 - 株式を店頭公開（現在のジャスダック）。
- 1997年 - キヤノンアプテックス（後のキヤノンファインテック）と資本提携。
- 2008年 - キヤノンファインテックの完全子会社となり、上場廃止。
- 2017年 - キヤノンファインテックに吸収合併され、解散。キヤノンファインテックはキヤノンファインテックニスカに商号変更。

| スタブアイコン | サブスタブ | この項目は、まだ閲覧者の調べものの参照としては役立たない、企業に関連した書きかけの項目です。この項目を加筆・訂正などしてくださる協力者を求めています（PJ:経済）。 |